# Transgender Victoria
Transgender Victoria (TGV) est une association bénévole pour les personnes transgenres, leurs partenaires, leur famille et amis. Elle favorise la justice sociale, l'équité, la santé et les services communautaires pour les personnes transgenres dans l'état de Victoria, en Australie. En décembre 2014, Transgender Victoria a remporté le Community Organisation Award, de la Commission australienne des Droits de l'Homme,.

## Origines et gestion

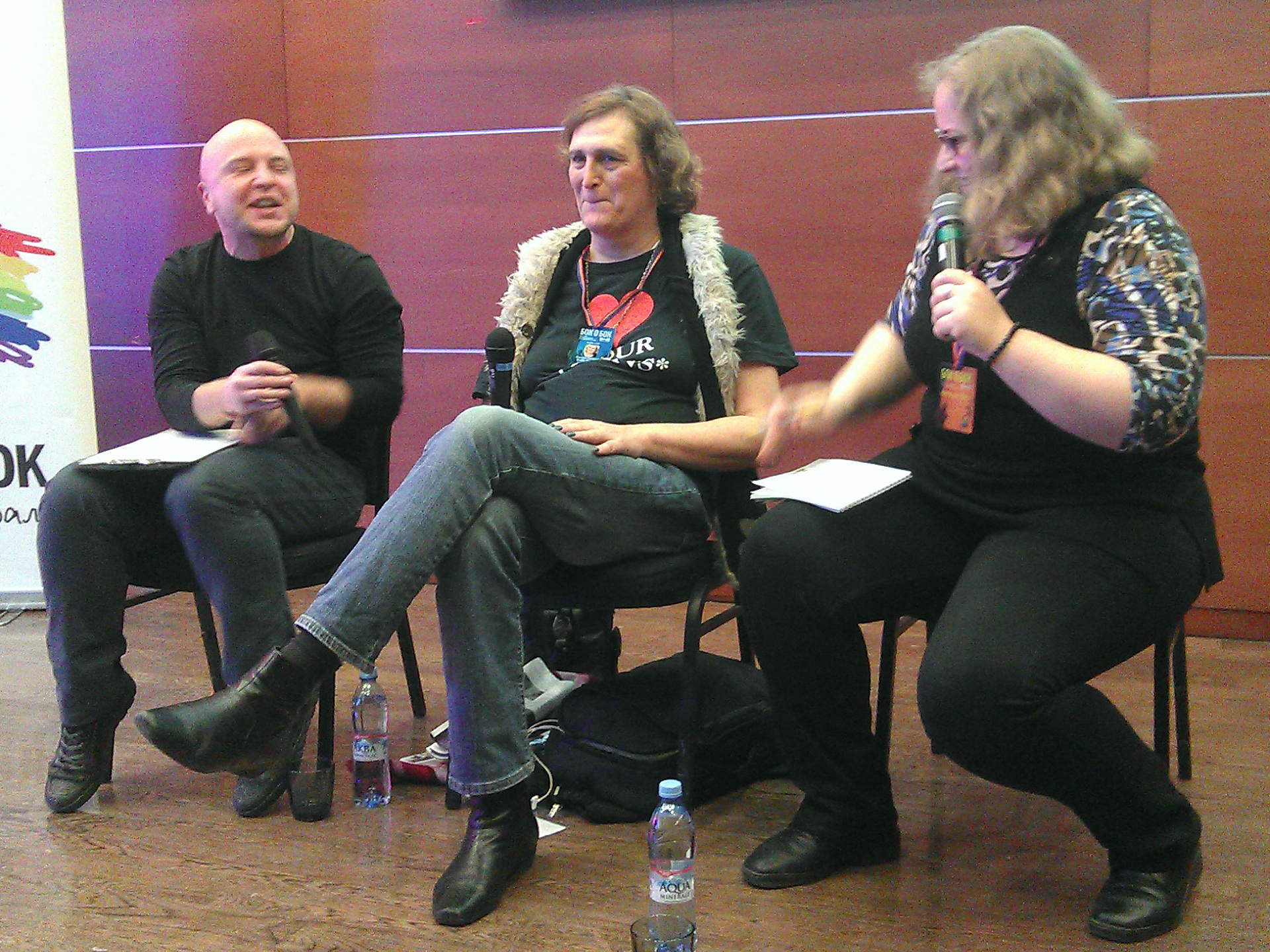
Sally Goldner (au milieu) en 2015.

Transgender Victoria a été cofondée par Kayleen White et Sally Goldner, à la fin des années 1990. L'actuelle présidente de la TGV est Grace Lee. Les autres membres du conseil comprennent Sally Goldner, Brenda Appleton, Lauren Christopher, Lou Cooper, Gavriil Aleksandrs, et Nikki Joyce.

## Militantisme
Transgender Victoria présente les problèmes des personnes transgenres et de genres divers, aux universités et aux étudiants en médecine, aux organisations médiatiques, et à beaucoup d'autres. Un projet en partenariat avec Ygender, « What makes an Ally » encourage l'acceptation des personnes transgenres et de genre divers. TGV fournit également du soutien entre pairs, en particulier par rapport aux questions liées à l'anxiété et la dépression. TGV offre également des formations sur les problématiques des personnes LGBT et intersexes âgées.
TGV travaille sur les questions de sensibilisation en partenariat avec de nombreuses autres associations, y compris sur la protection contre la discrimination. Le 25 juin 2013, le Commonwealth Sex Discrimination Amendment (Sexual Orientation, Gender Identity and Intersex Status) a été adopté, à la suite d'un travail collaboratif de défense, et de soutien du parti. Il est devenu une loi le 1er août 2013,.

## Prix et reconnaissance
Transgender Victoria a reçu le « Community Award - Organisation » de la Commission australienne des Droits de l'Homme, en décembre 2014. TGV est en lice « pour son dévouement à la réalisation de la justice, de l'équité et de la qualité de la santé et des services communautaires pour les personnes transgenres, leurs partenaires, leurs familles et amis »,,,.

## Affiliations
TGV est membre de la National LGBTI Health Alliance.